# Mayumi Asano
Mayumi Asano, född 27 juni 1976, är en japansk bågskytt. Hon deltog vid olympiska sommarspelen 2000.